# 5255 Johnsophie
5255 Johnsophie eller 1988 KF är en asteroid i huvudbältet som upptäcktes 19 maj 1988 av den amerikanske astronomen Eleanor F. Helin vid Palomar-observatoriet. Den är uppkallad efter John och Sophie Karayusuf.
Asteroiden har en diameter på ungefär 13 kilometer.